# Mazateronodon endemicus
Mazateronodon endemicus és una espècie extinta de primat que visqué durant l'Eocè en allò que avui en dia és la regió de Sòria. Els primers fòssils d'aquest notàrctid foren descoberts al jaciment de Mazaterón per investigadors de l'Institut Català de Paleontologia. Pertanyia a la tribu dels ancomominis.
Les dents P4 de M. endemicus es caracteritzen per la seva manca de paracònid i metacònid.
El seu nom genèric deriva del topònim «Mazaterón» i del mot grec odon ('dent'), mentre que el seu nom específic, endemicus, significa 'endèmic' en llatí.